# آرامگاه پادشاه مونمو

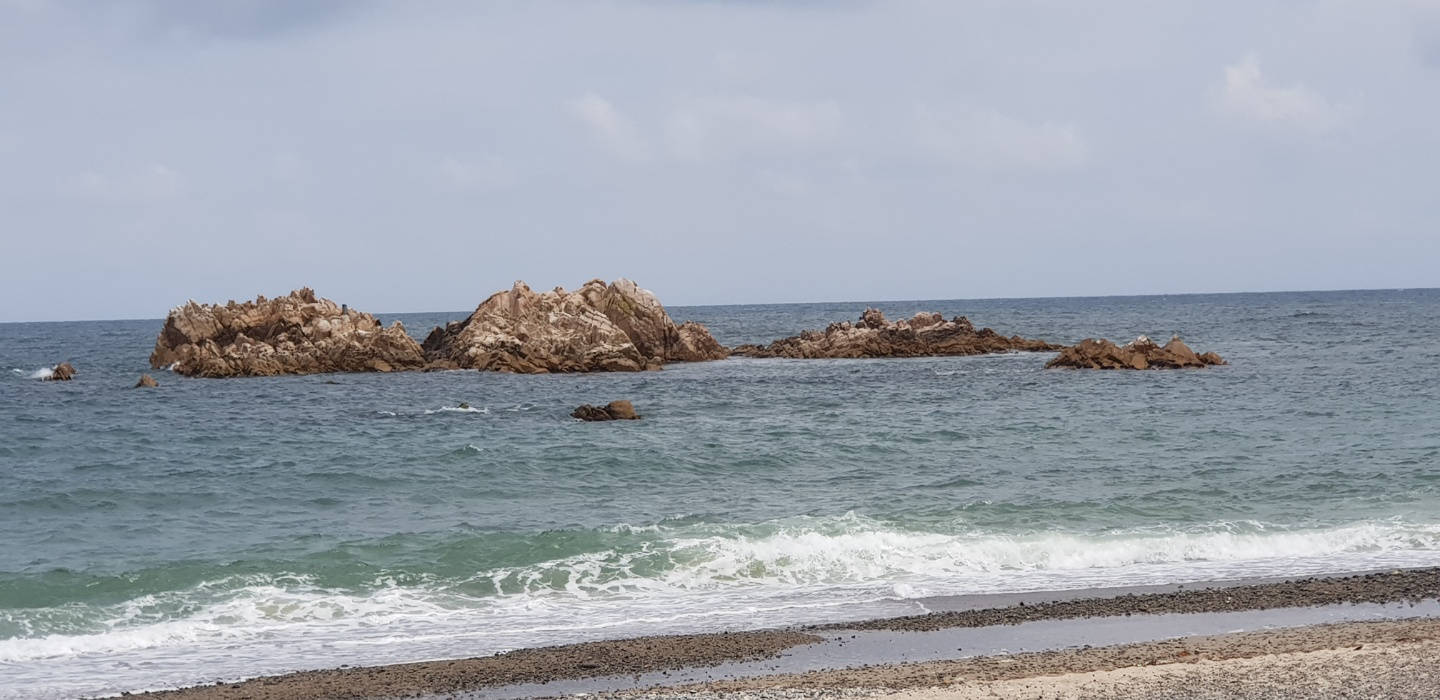
آرامگاه پادشاه مونمو

آرامگاه پادشاه مونمو یا وانگ-آم یک مقبره صخره‌ای در دل دریاست که مقبره سی‌امین پادشاه شیلا: پادشاه مونمو است. وانگ-آم در نزدیکی شهر گیونگجو (سورابل)، استان گیونگ‌سانگ شمالی در کره جنوبی قرار دارد.

## مکان
مقبره پادشاه مونمو در ۲۶، ساحل بونگیل-ری، شهرستان یانگبوک-مایون، شهر گیونگجو، استان گیونگ‌سانگ شمالی، کره جنوبی واقع شده‌است. این مقبره در ۲۰۰ متری ساحل بونگیل-ری در یانگبوک-مایون قرار دارد.

## ظاهر

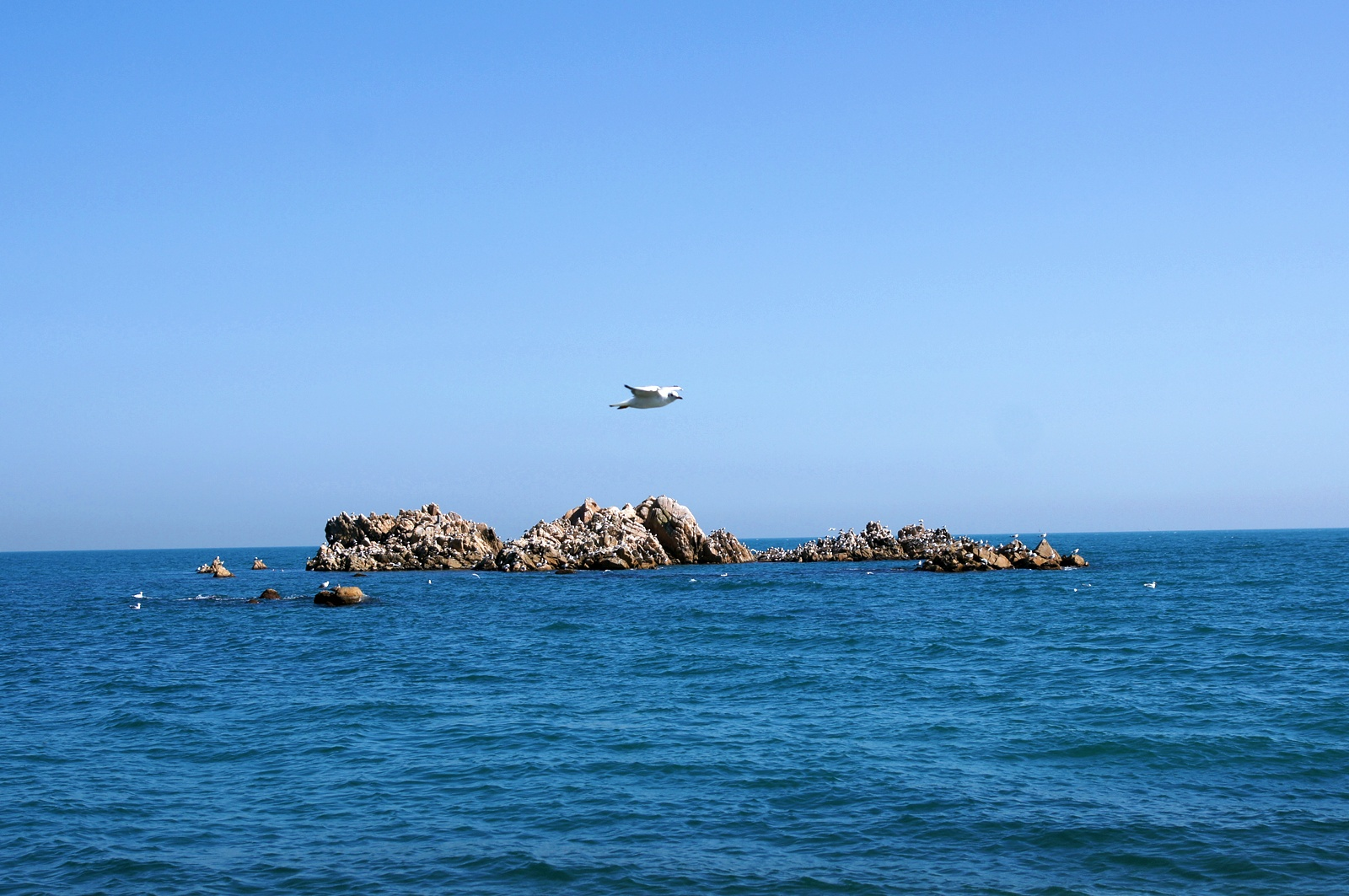
مقبره زیر آب رفته پادشاه مونمو

این تنها مقبره زیر آب در جهان است که از دور شبیه سنگ‌های معمولی به نظر می‌رسد و یک صخره کوچک است که در سمت جنوب قرار دارد. این منطقه توسط صخره‌های کوچک احاطه شده که فقط در فواصل جزر و مد دیده می‌شوند که آنها را شبیه تیغه‌های سنگی می‌کند. این مقبره متعلق به موزه ملی گیونگجو است. این بنای تاریخی زود فرو ریخت و تا کنون دو بخش بزرگ و یک سنگ کوچک کشف شده‌است، اما یک سنگ تحویل داده نشده‌است، جنس این سنگ از سنگ آذرین قهوه‌ای مایل به قرمز با حداکثر ارتفاع ۵۲ سانتی‌متر، ۶۴ سانتی‌متر عرض و ۲۴ سانتی‌متر ضخامت است و قسمت کوچک آن به شکل یک مثلث دو پا تراشیده شده‌است.

## مقبره زیر آب
مقبره پادشاه مونمو بر روی دریا قرار دارد و برای دیدن مقبره باید به مقبره‌ای کمیاب و مرموز رفت که در میان صخره‌های کوچک در دل دریا ساخته شده‌است. این مقبره اگرچه از دور شبیه یک جزیره صخره‌ای کوچک به نظر می‌رسد، اما روی صخره قرار دارد و مانند حوضی در وسط آن است. این صخره در فواصل منظم مانند یک ستون ساخته شده و یک ساختمان بزرگ شبیه به یک لاک‌پشت است. آب به داخل و خارج از حوضچه در همه جهات جریان دارد، همان‌طور که آب‌هایی که به داخل و خارج دریاچه می‌ریزند به آرامی به سمت غرب می‌چرخند و خارج می‌شوند و اعتقاد بر این است که مردم شیلا به‌طور مصنوعی مقبره سلطنتی پادشاه مونمو را ساخته‌اند.

## نام‌گذاری افتخاری

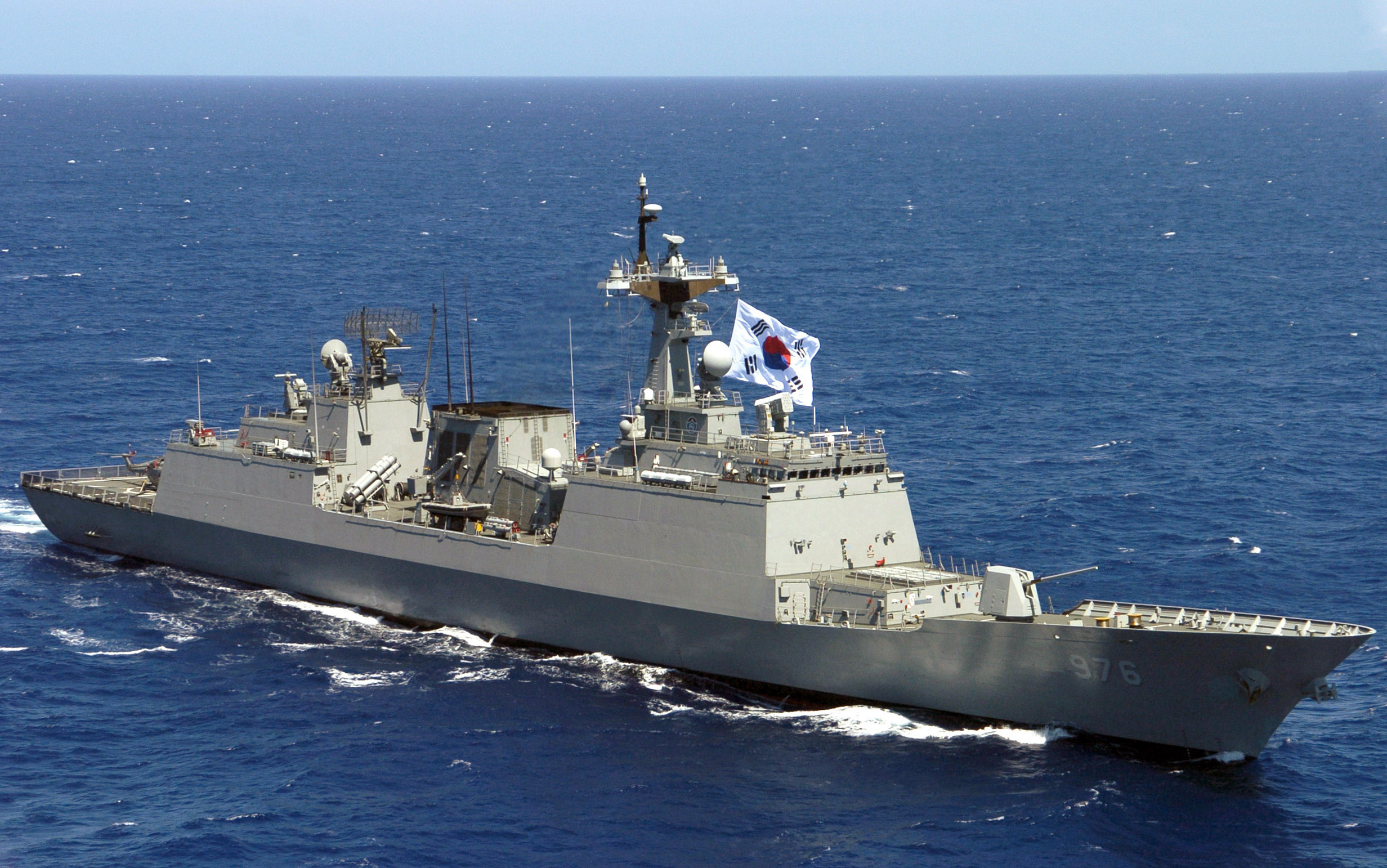
ناوشکن آراوکی‌اس مونمو بزرگ (دی‌دی‌اچ-۹۷۸)

ناو شکن آراوکی‌اس مونمو بزرگ (دی‌دی‌اچ-۹۷۸)، دومین ناوشکن در نیروی دریایی جمهوری کره است. این ناوشکن به افتخار پادشاه مونمو از شیلا نام‌گذاری شد و حدود ۵۰۰ تن از ناوشکن کلاس چونگموگونگ یی سان-سین بزرگ‌تر است.

## نگارخانه

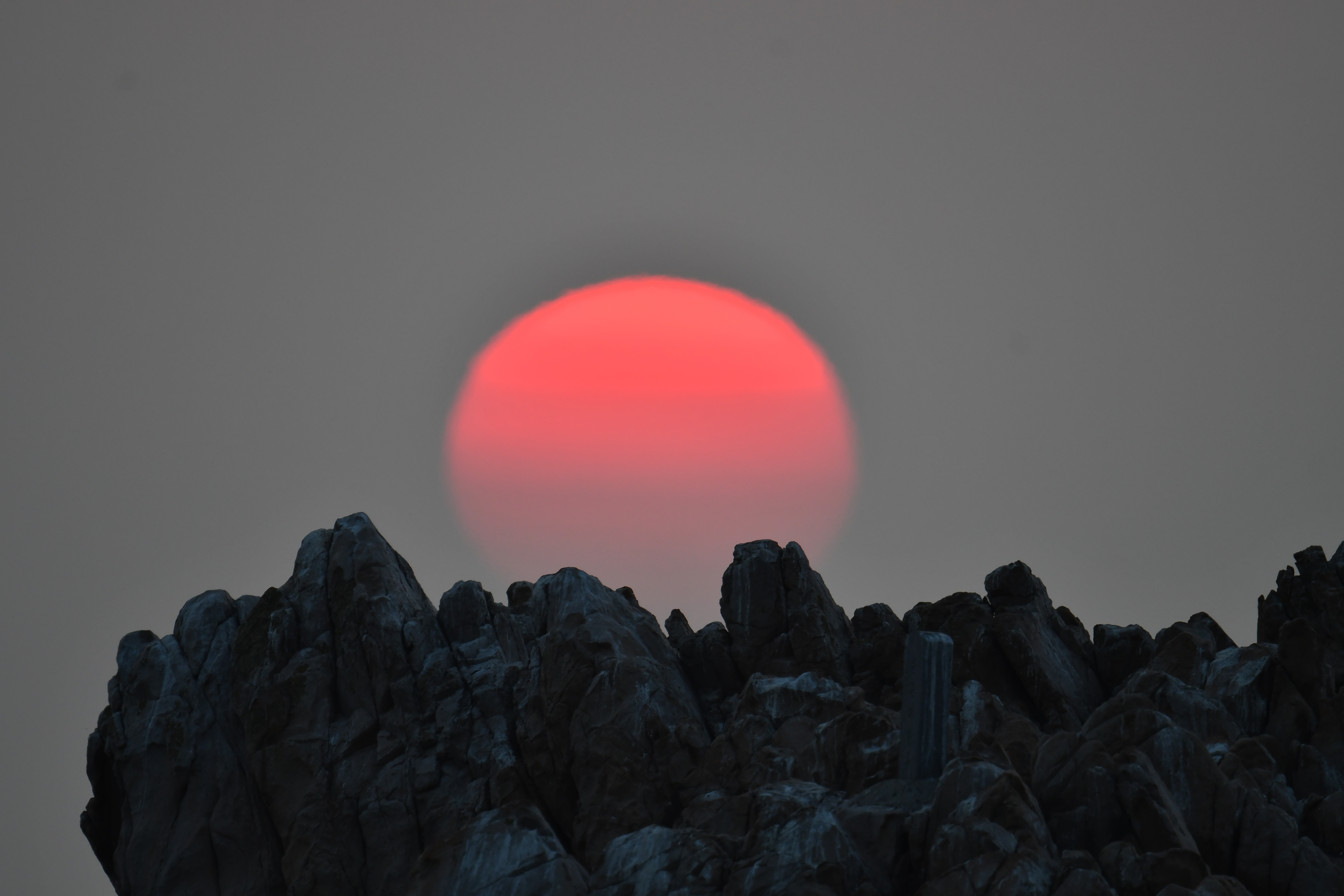
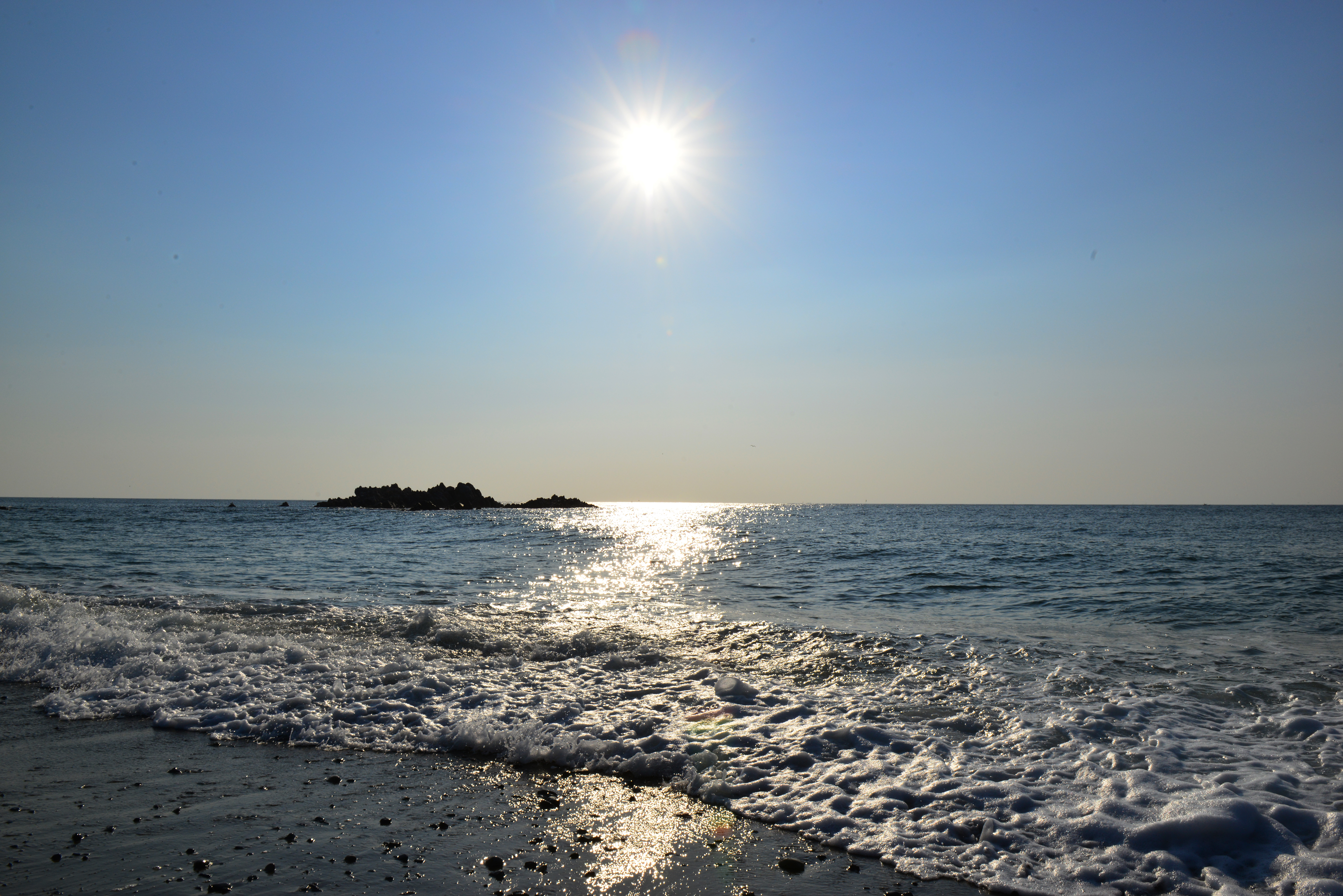
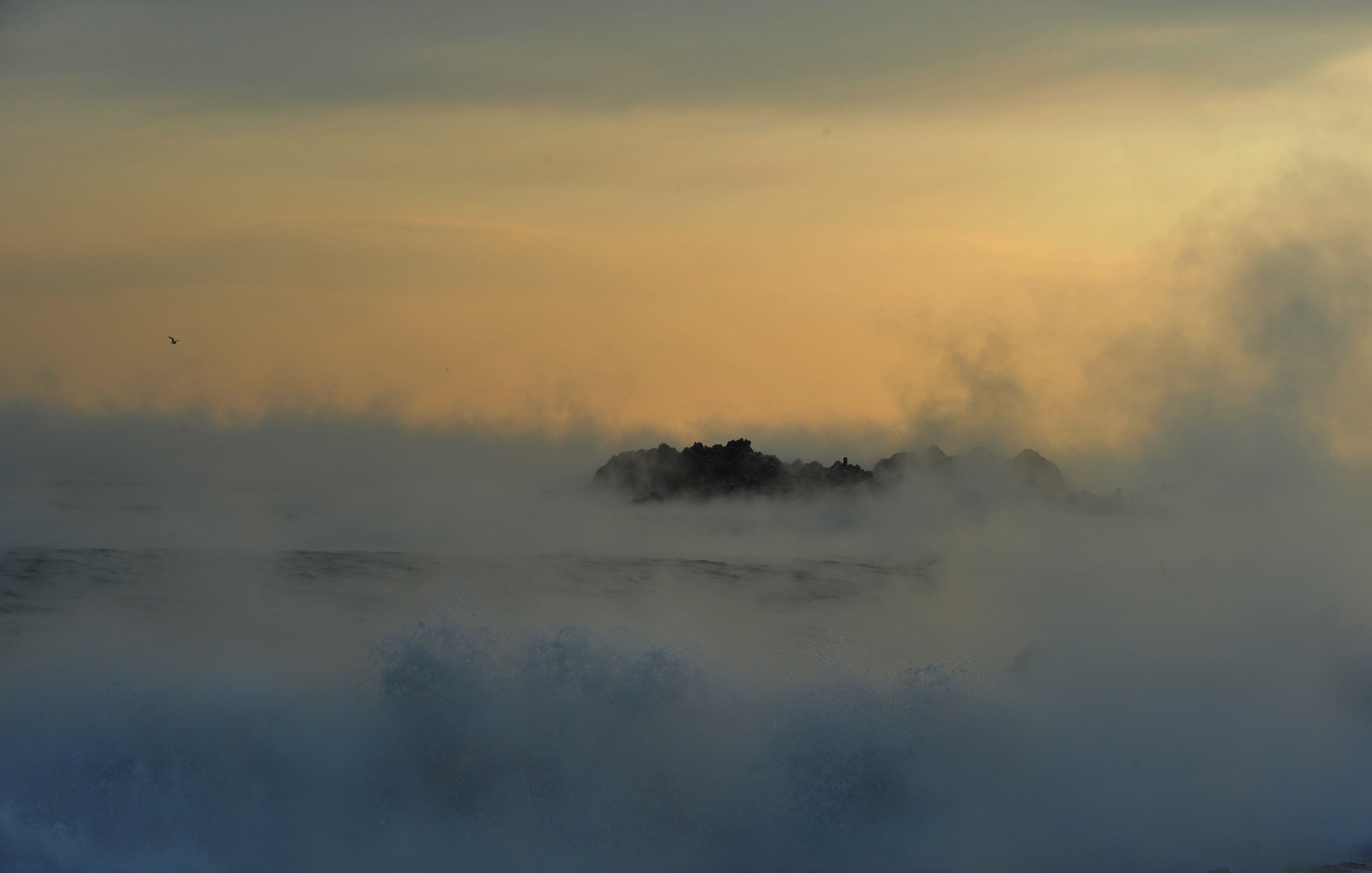
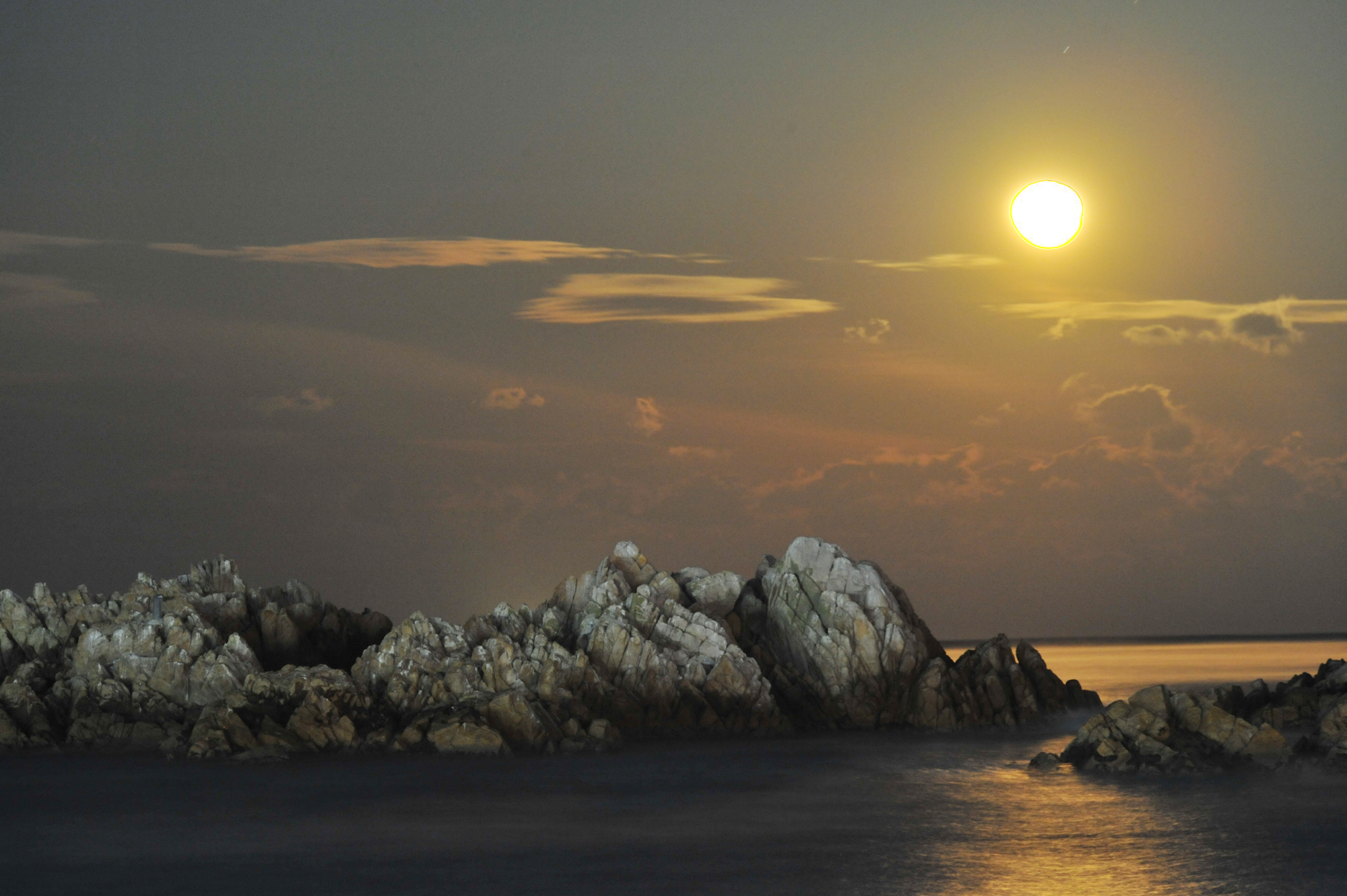